# Michail Lomonosov

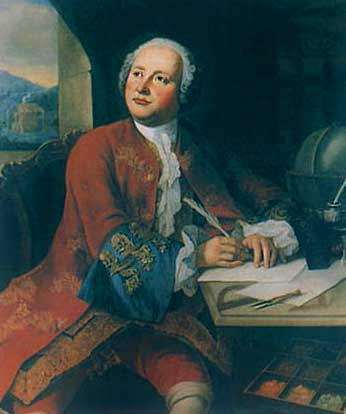
Michail Lomonosov

Michail Vasilevitsj Lomonosov (Russisch: Михаил Васильевич Ломоносов) (Denisovka (gouvernement Archangelsk), 19 november [O.S. 8 november] 1711 – Sint-Petersburg, 15 april [O.S. 4 april] 1765) was een Russische scheikundige, astronoom, geoloog, historicus, wiskundige, mozaïek-kunstenaar, schrijver, dichter, en taalkundige.

## Leven
Lomonosov werd geboren als de zoon van een kleine reder aan de Witte Zeekust. Zijn passie was leren, hij deed als kind erg veel aan zelfstudie, maar dit werd door zijn vader niet gestimuleerd. Mede ook door de slechte relatie met zijn stiefmoeder verliet hij op zijn negentien jaar het huis, sloot zich aan bij een karavaan en liep meer dan 1000 kilometer tot hij in Moskou arriveerde. Door zich voor te doen als de zoon van een priester werd hij daar toegelaten tot de Academie voor klassieke talen. Omdat hij een buitengewoon begaafde leerling bleek, werd hem toegestaan zijn studies later voort te zetten in Sint-Petersburg en van 1739 tot 1741 aan de Philipps Universiteit in het Duitse Marburg (filosofie en scheikunde). In Marburg ook trouwde hij met brouwersdochter Catharina Zilch en begon gedichten te schrijven.
Na zijn terugkeer in Rusland startte Lomonosov zijn wetenschappelijke loopbaan en werd in 1745 de eerste professor in scheikunde in Rusland, te Sint-Petersburg. Ook bleef hij zeer actief als dichter en werd al snel door tsarina Elisabeth gevraagd drama’s te schrijven voor het nationale theater.
Lomonosov richtte in 1746 een keizerlijke porseleinfabriek op en in 1748 richtte hij het eerste chemische laboratorium van Rusland op. In 1755 was hij medeoprichter van de staatsuniversiteit van Moskou (later de Lomonosov-universiteit genaamd) en in 1760 werd hij directeur van de universiteit in Sint-Petersburg.
Lomonosov stierf onverwacht aan een longontsteking, op 53-jarige leeftijd, en ligt begraven op het Lazaruskerkhof in Sint-Petersburg. Hij werd door Poesjkin het laatste universele genie van de Russische cultuur genoemd.

## Wetenschapper

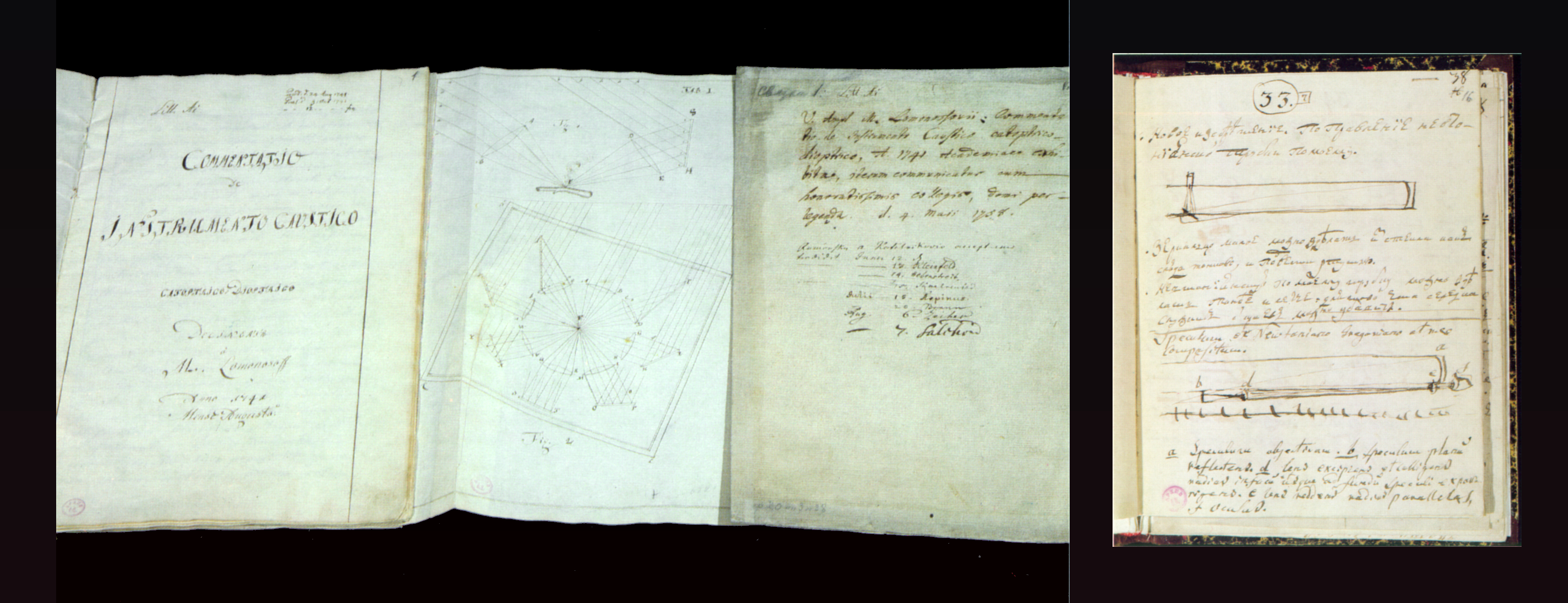
Lomonosovs tekening van een spiegeltelescoop

Vanwege zijn universele ontwikkeling en het feit dat hij op diverse wetenschappelijke terreinen nieuwe ontwikkelingen in gang zette, geldt Lomonosov als vader van de moderne wetenschap in Rusland. Hij ontwierp een nieuwe, verbeterde versie van de spiegeltelescoop, sprak over licht in de termen van golven, formuleerde een eerste versie van de kinetische gastheorie, droeg bij aan de wet van behoud van massa, ontwikkelde theorieën over stolling op Mercurius en het bestaan van een atmosfeer op Venus, ontdekte de plantaardige oorsprong van steenkool en kwam als geograaf heel dicht in de buurt van een theorie over de continentverschuiving.
Lomonosov herstelde verder een klassiek procedé van mozaïek maken en vervaardigde ook zelf diverse artistiek hoogwaardige mozaïeken.

## Dichter en taalkundige
Lomonosov legde met gezaghebbende verhandelingen over stijl, grammatica, retorica en prosodie de basis voor de moderne Russische literaire taal, in het bijzonder voor het tonisch-syllabisch systeem in de dichtkunst. Hij pleitte voor een type versificatie dat gebaseerd was op een regelmatige afwisseling van beklemtoonde en Onbeklemtoonde lettergrepen. Hij stelde een literaire indeling in drie stijlen voor: een hoge stijl voor oden en heldendichten, een middenstijl voor toneelstukken, satiren en elegieën en een lage stijl voor blijspelen, epigrammen en liederen.
Lomonosovs eigen werk bestaat voornamelijk uit tragedies, psalmvertalingen en oden, veelal geschreven ter gelegenheid van grote gebeurtenissen, zoals de troonsbestijging van Catharina de Grote in 1762. Ook schreef hij een bekend geworden heldengedicht over Peter de Grote. Zijn stijl is primitief en krachtig.

## Gedicht ter gelegenheid van het Noorderlicht (fragment)
Geleerden zeggen aldoor maar:

Er zijn daar vele werelden, 

Talloze zonnen branden daar, 

Er zijn daar eeuwen, volkeren: 

Ter ere van Gods roem en macht

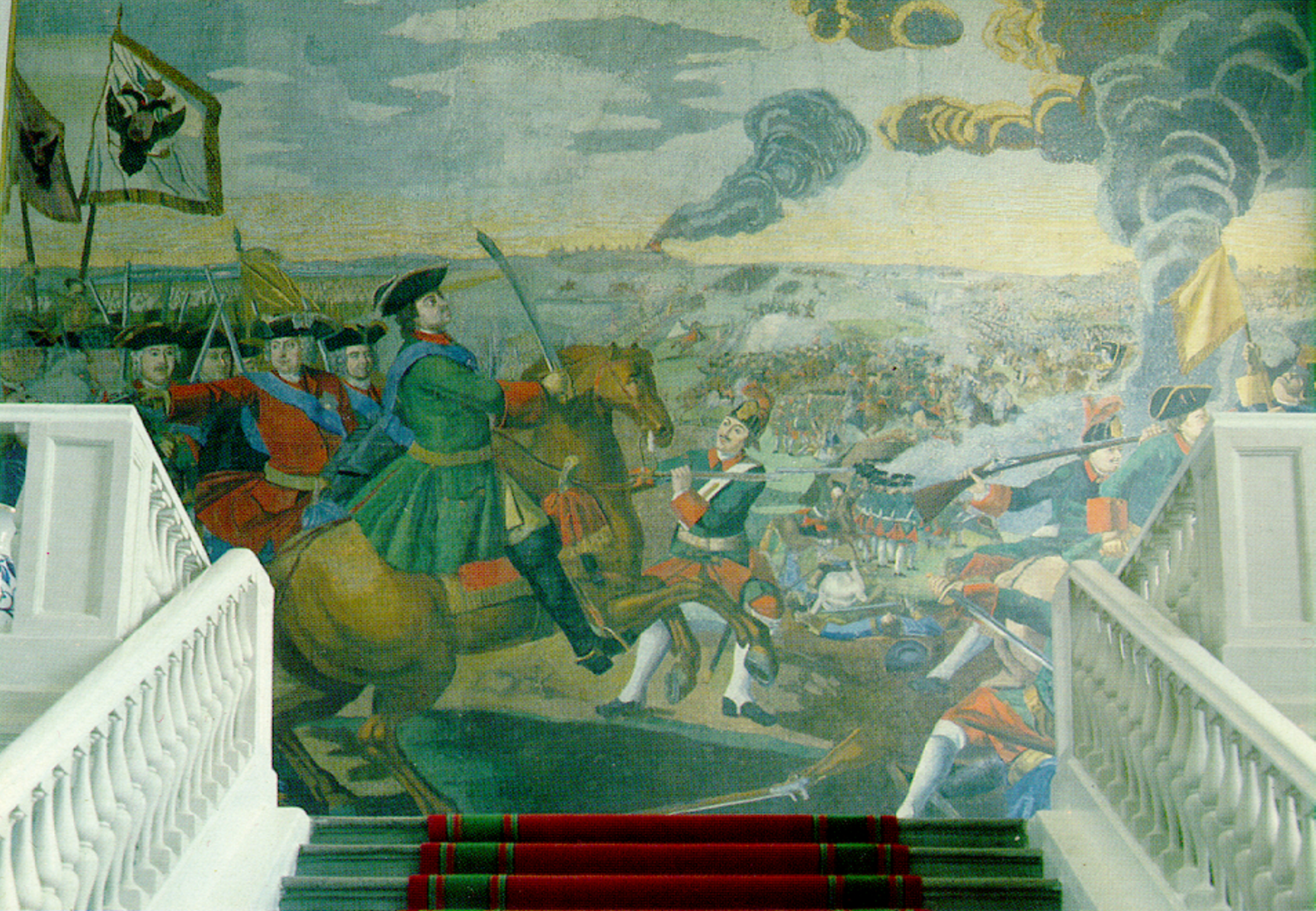
Het grootste mozaïek van Lomonosov: de slag bij Poltava

Heeft de natuur ook daar veel kracht.
Maar waar, natuur, is jouw patroon, 

In ’t Noorden gloort de ochtendstond! 

Heeft daar de zon soms nu zijn troon, 

Strooit er de ijszee vuur in ’t rond? 

Een koude gloed houdt ons omkleed, 

Nu dag bij nacht de aard betreedt!
(vertaling Peter Zeeman en Marc Schreurs)